# Norgesmesterskapet 1920
La Norgesmesterskapet 1920 di calcio fu la 19ª edizione del torneo. Terminò il 17 ottobre 1920, con la vittoria dello Ørn sul Frigg per 1-0. Fu il primo titolo nella storia del club.

## Risultati

### Terzo turno
| Squadra 1 | Risultato | Squadra 2   |
| --------- | --------- | ----------- |
| Lyn Oslo  | 12 – 0    | Mercantile  |
| Brann     | 6 – 1     | Viking      |
| Brage     | 1 – 0     | Fremad      |
| Frigg     | 5 – 1     | Drafn       |
| Sarpsborg | 4 – 2     | Fram Larvik |
| Ørn       | 4 – 0     | Kvik Halden |
| Start     | 1 – 3     | Storm       |
| Skotfoss  | 2 – 0     | Trygg       |

### Quarti di finale
| Squadra 1 | Risultato      | Squadra 2 |
| --------- | -------------- | --------- |
| Ørn       | 5 – 1 (d.t.s.) | Storm     |
| Sarpsborg | 3 – 1          | Skotfoss  |
| Frigg     | 3 – 2 (d.t.s.) | Brann     |
| Brage     | 0 – 1          | Lyn Oslo  |

### Semifinali
| Squadra 1 | Risultato | Squadra 2 |
| --------- | --------- | --------- |
| Ørn       | 2 – 0     | Sarpsborg |
| Frigg     | 2 – 1     | Lyn Oslo  |

### Finale
| Arbitro: | Schieldrop |

|             |           |  |
| Paulsen 68’ | Marcatori |  |

#### Formazioni
| Ørn (2-3-5) |  |                      |
|             |  |                      |
| POR         |  | Thorbjørn Falkenberg |
| DIF         |  | Kristian Johnsen     |
| DIF         |  | Leif Andersen        |
| CEN         |  | Reidar Høilund       |
| CEN         |  | Emil Hansen          |
| CEN         |  | Fritz Amundsen       |
| ATT         |  | Egil Jacobsen        |
| ATT         |  | Michael Paulsen      |
| ATT         |  | Harald Pedersen      |
| ATT         |  | Ingar Pedersen       |
| ATT         |  | Gudmund Fredriksen   |

| Frigg (2-3-5) |  |                       |
|               |  |                       |
| POR           |  | Gustav Magnussen      |
| DIF           |  | Arne Bjørklund        |
| DIF           |  | Yngvar Tørnros        |
| CEN           |  | Jens Olsen            |
| CEN           |  | Ellef Mohn            |
| CEN           |  | Fritz Semb-Thorstvedt |
| ATT           |  | Per Bekkedahl         |
| ATT           |  | Hans Dahl             |
| ATT           |  | Bjarne Olsen          |
| ATT           |  | Rolf Semb-Thorstvedt  |
| ATT           |  | Trygve Smith          |